# Slalomvärldsmästerskapen i kanotsport 1975
Slalomvärldsmästerskapen i kanotsport 1975 anordnades i Skopje, Jugoslavien. 

## Medaljsummering

### Medaljtabell
| Pl.    | Nation          | Guld | Silver | Brons | Totalt |
| ------ | --------------- | ---- | ------ | ----- | ------ |
| 1      | Östtyskland     | 3    | 2      | 4     | 9      |
| 2      | Tjeckoslovakien | 2    | 2      | 2     | 6      |
| 3      | Polen           | 1    | 2      | 1     | 4      |
| 3      | Västtyskland    | 1    | 2      | 1     | 4      |
| 5      | USA             | 1    | 1      | 1     | 3      |
| 6      | Schweiz         | 1    | 0      | 0     | 1      |
| Totalt | Totalt          | 9    | 9      | 9     | 27     |

### Herrar
| Gren    | Guld | Poäng  | Silver | Poäng  | Brons                                                                                           | Poäng  |
| C-1     | Petr Sodomka (TCH)                                                                                              | 283,39 | Jaroslav Radil (TCH)                                                                                               | 291,03 | Harald Heinrich (GDR)                                                                           | 293,00 |
| C-1 lag | Tjeckoslovakien Petr Sodomka Jaroslav Radil Karel Třešňák                                                       | 403,27 | Östtyskland Reinhard Eiben Peter Massalski Harald Heinrich                                                         | 409,46 | Västtyskland Walter Horn Dietmar Moos Dieter Remmlinger                                         | 471,65 |
| C-2     | Östtyskland Jürgen Kretschmer Klaus Trummer                                                                     | 264,45 | Polen Wojciech Kudlik Jerzy Jeż                                                                                    | 265,57 | Tjeckoslovakien František Kadaňka Antonín Brabec                                                | 276,71 |
| C-2 lag | Östtyskland Walter Hofmann & Rolf-Dieter Amend Jürgen Kretschmer & Klaus Trummer Jürgen Henze & Herbert Fischer | 329,51 | Tjeckoslovakien Svetomír Kmošťák & Radomír Halfar František Kadaňka & Antonín Brabec Jiří Benhák & Ladislav Benhák | 473,43 | Polen Wojciech Kudlik & Jerzy Jeż Maciej Rychta & Zbigniew Leśniak Jan Frączek & Ryszard Seruga | 493,28 |
| K-1     | Siegbert Horn (GDR)                                                                                             | 211,18 | Ulrich Peters (FRG)                                                                                                | 214,08 | Harald Gimpel (GDR)                                                                             | 217,18 |
| K-1 lag | Västtyskland Ulrich Peters Bernd Dichtl Dieter Förstl                                                           | 247,62 | Polen Stanisław Majerczak Jerzy Stanuch Wojciech Gawroński                                                         | 291,79 | Östtyskland Siegbert Horn Harald Gimpel Christian Döring                                        | 297,62 |

### Mixed
| Gren | Guld                            | Poäng  | Silver                           | Poäng  | Brons                        | Poäng  |
| C-2  | USA Marietta Gillman Chuck Lyda | 392,71 | USA Rasa Dentremont George Lhota | 644,44 | USA Mikki Piras Steve Draper | 651,01 |

### Damer
| Gren    | Guld                                                       | Poäng  | Silver                                                | Poäng  | Brons                                                              | Poäng  |
| K-1     | Maria Ćwiertniewicz (POL)                                  | 269,83 | Ulrike Deppe (FRG)                                    | 290,67 | Angelika Bahmann (GDR)                                             | 293,45 |
| K-1 lag | Schweiz Elisabeth Käser Danielle Kamber Cornelia Bachofner | 423,47 | Östtyskland Angelika Bahmann Petra Krol Marion Bauman | 430,35 | Tjeckoslovakien Ludmila Polesná Bohumila Kapplová Jana Kubovčáková | 463,29 |